# リーセフィヨルド
座標: 北緯59度00分 東経6度14分 / 北緯59.000度 東経6.233度

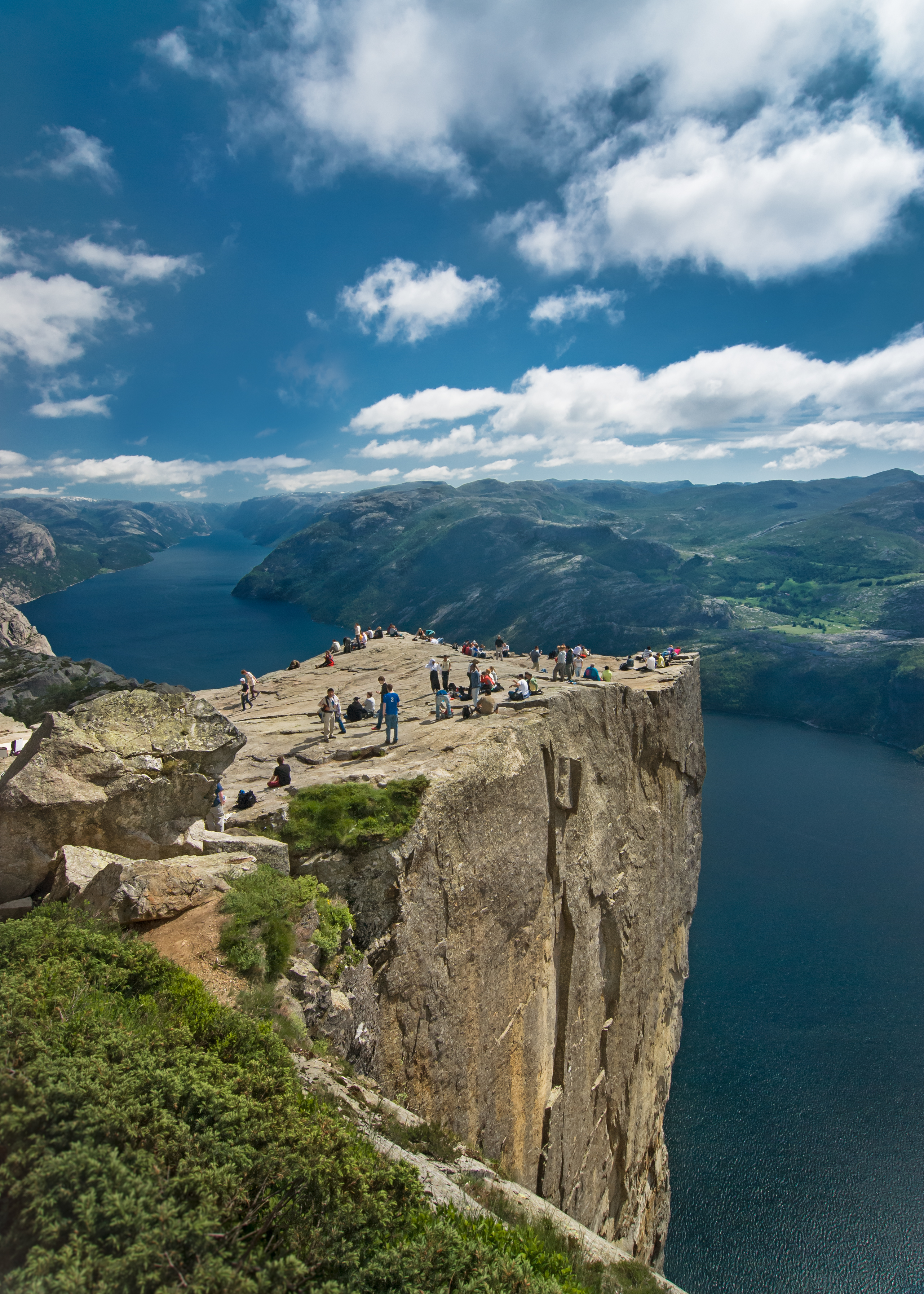
プレーケストーレンとリーセフィヨルドの風景

リーセフィヨルド（ノルウェー語: Lysefjorden）はノルウェーの南西部ローガラン県フォーサンにあるフィヨルドである。名前はノルウェー語で「光のフィヨルド」を意味する。周辺で見られる花崗岩が光る性質を持つことからこの名が付いたといわれる。水面からほぼ垂直に1000m以上伸びる絶壁シェラーグやプレーケストーレンなどの有名観光地があることで知られている。
フィヨルド観光地の中でも人気のあるものの一つであり、クルーズ観覧船でフィヨルドを下から見ることも、トレッキングをして実際に崖の上からフィヨルドを眺めることも出来る。ノルウェー西海岸のスタヴァンゲルからバスやフェリーで向かうのが一般的な観光手段である。この区域はベースジャンピングが法的に許可されていることから、ベースジャンパーの聖地のひとつとしても知られる。
作家ヴィクトル・ユゴーは1866年にこのフィヨルドを訪れた際、ここの絶景と荒れる海を題材に詩を書いている。
周辺住民には観光関係者だけでなく、水力発電所で働く労働者も多い。